# Charlie Brown Jr.

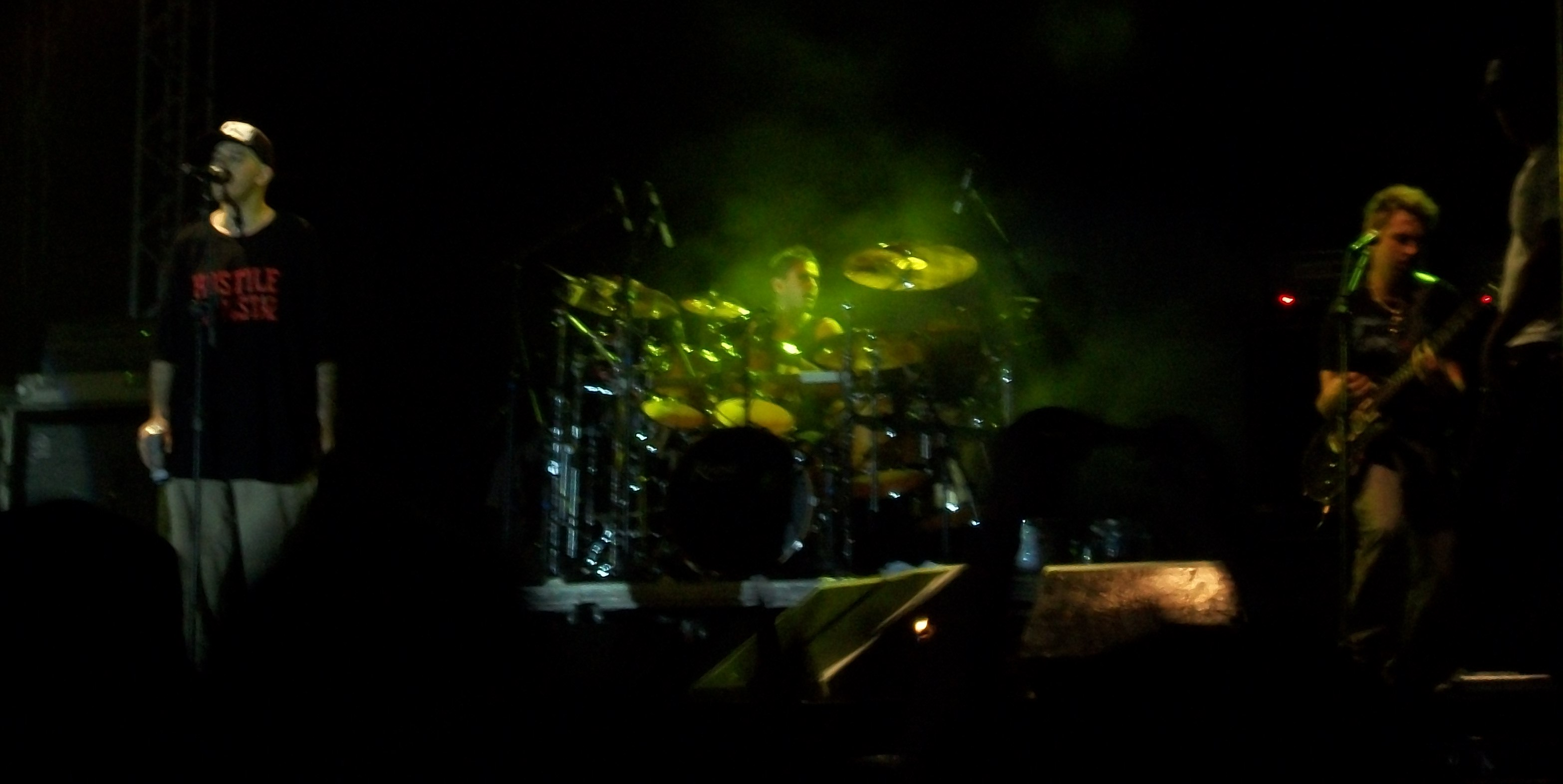
La band in concerto al 7º Mega Moto Fest di Araçatuba nel 2011

I Charlie Brown Jr.  sono stati un gruppo musicale brasiliano fondato a Santos nel 1992.

## Storia del gruppo
Il nome del gruppo è stato ufficializzato solamente nel 1992, ma già due anni prima i fondatori Chorão (9 aprile 1970 – 6 marzo 2013) e Champignon (16 giugno 1978 – 9 settembre 2013) erano conosciuti come i What's Up e componevano testi in lingua inglese. Scegliere un nome non è stato difficile: "Charlie Brown" non è solo un personaggio dei Peanuts, ma anche un chiosco su cui è andato a scontrarsi Chorão nel corso di un incidente d'auto. Il suffisso "Jr." è stato aggiunto per sottolineare quanto i membri del gruppo si ritenessero "figli" del rock brasiliano.
Il brano più significativo della band è probabilmente Dias de luta, dias de glória, uscito nel 2006 e pubblicato come singolo anche nel 2012 in versione dal vivo.
Il 6 marzo 2013 Chorao viene trovato morto nel suo appartamento; il gruppo si scioglie definitivamente quando anche Champignon, distrutto dal dolore, si toglie la vita il 9 settembre dello stesso anno.
Il 29 marzo 2015 è andato in scena Dias de luta, dias de glória - Charlie Brown Jr., il musical, uno spettacolo commemorativo che ripercorre la carriera del gruppo.

## Formazione

### Ultima
- Chorão (Alexandre Magno Abrão) – voce (1992-2013)
- Champignon (Luiz Carlos Leão Duarte Júnior) – basso (1992-2005, 2011-2013)
- Marcão (Marco Antonio Valentim Britto Júnior) – chitarra (1992-2005, 2011-2013)
- Thiago Raphael Castanho – chitarra (1993-2000, 2005-2013)
- Bruno Graveto (Bruno Cesar Bezerra) – batteria (2008-2013)

### Ex componenti
- Heitor Vilela Gomes – basso (2005-2011)
- Renato Pelado (Renato Perez Barrio) – batteria (1992-2005)
- André "Pinguim" Ruas (André Luís Ruas) – batteria (2005-2008)

## Discografia

### Album in studio
- 1997 – Transpiração contínua prolongada
- 1999 – Preço curto... Prazo longo
- 2000 – Nadando com os tubarões
- 2001 – 100% Charlie Brown Jr. - Abalando a sua fábrica
- 2002 – Bocas ordinárias
- 2004 – Tamo aí na atividade
- 2005 – Imunidade musical
- 2007 – Ritmo, ritual e responsa
- 2009 – Camisa 10 joga bola até na chuva
- 2013 – La família 013

### Raccolte
- 2007 – De 1997 a 2007
- 2008 – Perfil: Charlie Brown Jr.
- 2009 – One: Charlie Brown Jr. - 16 Hits
- 2011 – Papo Reto - Grandes Sucessos
- 2014 – Novo millennium - 20 músicas para uma nova era
- 2015 – A arte de Charlie Brown Jr.
- 2020 – Em casa
- 2021 – Chorão: marginal alado

### Album dal vivo
- 2003 – Acústico MTV
- 2012 – Música popular caiçara
- 2021 – Chegou quem faltava